# Morti nel 1972/Settembre
| Questa pagina contiene informazioni ricavate automaticamente dalle voci biografiche con l'ausilio del template Bio e di un bot. L'aggiornamento è periodico e automatico e ricostruisce completamente la pagina. Se manca una persona in questa lista, sei pregato di non aggiungerla, ma accertati piuttosto che la sua voce biografica contenga il template Bio e che i dati anagrafici siano correttamente compilati. Se il template Bio manca, inseriscilo tu stesso o, in alternativa, metti l'avviso {{tmp\|Bio}} che ne segnala la mancanza. Se i dati riportati sono sbagliati, correggi direttamente la voce biografica; le modifiche saranno visibili in questa lista entro pochi giorni. Per chiarimenti vedi il progetto biografie. La lista contiene solo le 74 persone che sono citate nell'enciclopedia e per le quali è stato implementato correttamente il template Bio. Pagina aggiornata al 3 mar 2024. |

- 1º settembre - Tor Lund, ginnasta norvegese (n. 1888)
- 1º settembre - Domenico Rambelli, scultore italiano (n. 1886)
- 2 settembre - Marinus Anton Donk, micologo olandese (n. 1908)
- 2 settembre - Reggie Harding, cestista statunitense (n. 1942)
- 2 settembre - Ivan Stepanovič Jumašev, ammiraglio e politico sovietico (n. 1895)
- 2 settembre - Walter Schneiter, calciatore svizzero (n. 1923)
- 2 settembre - Karl Silberbauer, militare austriaco (n. 1911)
- 3 settembre - Giovanni Perlingieri, avvocato e politico italiano (n. 1906)
- 3 settembre - Luigi Saccenti, architetto italiano (n. 1895)
- 4 settembre - Aage Jørgensen, ginnasta danese (n. 1900)
- 4 settembre - Jules Monsallier, calciatore francese (n. 1907)
- 5 settembre - Viktor Illarionovič Ivčenko, regista cinematografico sovietico (n. 1912)
- 5 settembre - Juan Puig Elias, anarchico, pedagogista e politico spagnolo (n. 1898)
- 5 settembre - Yossef Romano, sollevatore israeliano (n. 1940)
- 5 settembre - Mark Slavin, lottatore israeliano (n. 1954)
- 6 settembre - Gustavo Del Vecchio, economista e politico italiano (n. 1883)
- 6 settembre - Luis Martínez de Irujo y Artázcoz, nobile spagnolo (n. 1919)
- 6 settembre - Fortunato La Camera, politico italiano (n. 1898)
- 6 settembre - Francesco Marinaro, politico italiano (n. 1892)
- 7 settembre - Luigi Carlo Daneri, architetto italiano (n. 1900)
- 8 settembre - Warren Kealoha, nuotatore statunitense (n. 1904)
- 11 settembre - Jean-Rosière-Eugène Arnaud, missionario e vescovo cattolico francese (n. 1904)
- 11 settembre - Vincenzo Filippone-Thaulero, filosofo, sociologo e poeta italiano (n. 1930)
- 11 settembre - Max Fleischer, animatore, scrittore e inventore polacco (n. 1883)
- 11 settembre - Riccardo Isada, calciatore italiano (n. 1911)
- 12 settembre - William Boyd, attore statunitense (n. 1895)
- 12 settembre - Vincenzo Menghi, politico italiano (n. 1888)
- 13 settembre - Timothy Bowes-Lyon, XVI conte di Strathmore e Kinghorne, nobile britannico (n. 1918)
- 13 settembre - Sandro Zambelli, dirigente sportivo italiano (n. 1886)
- 14 settembre - Jean-Jacques Bernard, commediografo e scrittore francese (n. 1888)
- 14 settembre - Louise Boyd, esploratrice, fotografa e botanica statunitense (n. 1887)
- 14 settembre - Arnaldo Carli, ciclista su strada e pistard italiano (n. 1901)
- 14 settembre - Lane Chandler, attore statunitense (n. 1899)
- 14 settembre - Hedwig von Trapp, cantante austriaca (n. 1917)
- 14 settembre - Ottorino Zanon, presbitero italiano (n. 1915)
- 15 settembre - Ásgeir Ásgeirsson, politico islandese (n. 1894)
- 15 settembre - Georges Berry, allenatore di calcio e calciatore inglese (n. 1904)
- 15 settembre - Geoffrey Fisher, vescovo anglicano britannico (n. 1887)
- 15 settembre - Erwin Hagedorn, assassino seriale tedesco (n. 1952)
- 16 settembre - Jan de Natris, calciatore olandese (n. 1895)
- 17 settembre - Thomas L. Sprague, ammiraglio statunitense (n. 1894)
- 17 settembre - Akim Tamiroff, attore armeno (n. 1899)
- 18 settembre - Leo Bauer, politico e giornalista tedesco (n. 1912)
- 18 settembre - Per Bertilsson, ginnasta svedese (n. 1892)
- 18 settembre - Bohuslav Fuchs, architetto e artista ceco (n. 1895)
- 18 settembre - Ian Smith, rugbista a 15 scozzese (n. 1903)
- 19 settembre - Robert Casadesus, pianista e compositore francese (n. 1899)
- 19 settembre - Domenico De Leonardis, politico italiano (n. 1893)
- 19 settembre - Giuseppe Mangione, sceneggiatore italiano (n. 1908)
- 19 settembre - Antonio Scaramuzza, generale italiano (n. 1902)
- 21 settembre - Albert Beier, calciatore tedesco (n. 1900)
- 21 settembre - Heitor Marcelino Domingues, calciatore brasiliano (n. 1898)
- 21 settembre - Henry de Montherlant, nobile, scrittore e drammaturgo francese (n. 1895)
- 22 settembre - Boris Livanov, attore sovietico (n. 1904)
- 23 settembre - Pierre Abadie-Landel, pittore francese (n. 1896)
- 23 settembre - Michèle Philippe, attrice francese (n. 1926)
- 24 settembre - Carlos Branco, canottiere e pallanuotista brasiliano (n. 1898)
- 24 settembre - Adriaan Fokker, fisico e musicista olandese (n. 1887)
- 25 settembre - Eleanor Glueck, criminologa statunitense (n. 1898)
- 25 settembre - Alejandra Pizarnik, poetessa e traduttrice argentina (n. 1936)
- 25 settembre - Bill Rawlings, calciatore inglese (n. 1896)
- 26 settembre - Vito Monterisi, politico italiano (n. 1894)
- 26 settembre - Karl-Lothar Schulz, generale tedesco (n. 1907)
- 26 settembre - Eugene Spiro, pittore tedesco (n. 1874)
- 27 settembre - Maria Lătărețu, cantante e compositrice rumena (n. 1911)
- 27 settembre - Michele Marotta, politico italiano (n. 1913)
- 27 settembre - Raffaele Mario Radossi, arcivescovo cattolico italiano (n. 1887)
- 27 settembre - Ranganathan, bibliotecario e matematico indiano (n. 1892)
- 28 settembre - Gordon Murphy, missionario statunitense (n. 1918)
- 28 settembre - Erich Przywara, teologo e filosofo polacco (n. 1889)
- 29 settembre - Max Nosseck, regista e attore tedesco (n. 1902)
- 29 settembre - Edward Sloman, regista, sceneggiatore e attore britannico (n. 1886)
- 30 settembre - Frank Sullivan, montatore statunitense (n. 1896)
- 30 settembre - Edgar G. Ulmer, regista, scenografo e sceneggiatore austriaco (n. 1904)